# ABC (Berlijn)
ABC is een historisch Duits motorfietsmerk.
Van 1922 tot 1925 werden er onder de merknaam ABC 149cc-tweetakt-motorfietsen gemaakt door A.B.C. Werk GmbH in Berlijn.
In de periode 1922 tot 1925 ontstonden en verdwenen in Duitsland vele tientallen kleine motorfietsmerken. Veelal waren dit bedrijfjes die zich tijdens de Eerste Wereldoorlog bezig hadden gehouden met allerlei producten voor de oorlogsindustrie, en onder dwang van de ontwapeningsparagraaf van het Verdrag van Versailles hun bestaan probeerden te verlengen met andere producten, zoals motorfietsen. Goede voorbeelden daarvan zijn de vliegtuigfabrikant BFW, die als BMW motorfietsen ging produceren, net als de fabrikant van ontstekers (Zünder) Zündapp. Het land verkeerde echter in een groeiende economische depressie door de herstelbetalingen na de oorlog. De "kleintjes" concurreerden elkaar van de markt, en hadden vaak slechts een kleine, kortstondige en regionale klantenkring.
Er waren nog andere merken met de naam ABC: ABC (Aston) - ABC (Walton-on-Thames) - ABC (Parijs).